# フランシスコ・アルセ
フランシスコ・ハビエル・アルセ・ロロン（Francisco Javier Arce Rolón、1971年4月2日-）はパラグアイ・アスンシオン出身の元サッカー選手、現サッカー指導者。現役時代のポジションはディフェンダー（サイドバック）。愛称はチキ (Chiqui) で、ガンバ大阪在籍時の登録名はチキアルセ。

## 経歴
パラグアイリーグの強豪セロ・ポルテーニョで活躍し、1995年に移籍したブラジルのグレミオでも加入初年度からコパ・リベルタドーレス優勝に貢献。1999年にはパルメイラスで再びコパ・リベルタドーレスを制した。日本で開催されたインターコンチネンタルカップには2度出場、1995年はアヤックスに1999年はマンチェスター・ユナイテッドにいずれも敗れたが、1996年に日本で開催されたレコパ・スダメリカーナではインデペンディエンテを破り優勝を果たした。ブラジルのクラブに在籍していた1998年、2000年、2001年にはPlacar誌が選ぶベストイレブンの右サイドバック部門で計3度選出され、当時カフーを押し退けて南米最高の右サイドバックとまで言われた。
2003年にパルメイラスからJリーグのガンバ大阪に完全移籍、2003年のJリーグ開幕戦、3月23日の京都パープルサンガ戦で初出場、初ゴールを決めるデビューを飾ったが、チーム戦術や日本のサッカーにフィットできず、16試合の出場に留まった。帰国した後、所属したリベルタで2005年シーズン限りで現役を引退した。
パラグアイ代表では1998 FIFAワールドカップ、2002 FIFAワールドカップに出場、2002 FIFAワールドカップのグループリーグ、南アフリカ戦ではサンタクルスのゴールをアシスト、自らも直接FKを決めた。
現役引退後の2007年、ルビオ・ニュの監督に就任し、翌年にはクラブを昇格に導く。
2011年、パラグアイ代表監督に就任。しかし、ブラジルワールドカップ予選で不振が続き、2012年に解任された。

## 個人成績
| 国内大会個人成績 | 国内大会個人成績 | 国内大会個人成績 | 国内大会個人成績 | 国内大会個人成績 | 国内大会個人成績 | 国内大会個人成績 | 国内大会個人成績 | 国内大会個人成績 | 国内大会個人成績 | 国内大会個人成績 | 国内大会個人成績 |
| 年度             | クラブ           | 背番号           | リーグ           | リーグ戦         | リーグ戦         | リーグ杯         | リーグ杯         | オープン杯       | オープン杯       | 期間通算         | 期間通算         |
| 年度             | クラブ           | 背番号           | リーグ           | 出場             | 得点             | 出場             | 得点             | 出場             | 得点             | 出場             | 得点             |
| パラグアイ       | パラグアイ       | パラグアイ       | パラグアイ       | リーグ戦         | リーグ戦         | リーグ杯         | リーグ杯         | オープン杯       | オープン杯       | 期間通算         | 期間通算         |
| ---------------- | ---------------- | ---------------- | ---------------- | ---------------- | ---------------- | ---------------- | ---------------- | ---------------- | ---------------- | ---------------- | ---------------- |
| 1991             | ポルテーニョ     |                  | プリメーラ       |                  |                  |                  |                  |                  |                  |                  |                  |
| 1992             | ポルテーニョ     |                  | プリメーラ       |                  |                  |                  |                  |                  |                  |                  |                  |
| 1993             | ポルテーニョ     |                  | プリメーラ       |                  |                  |                  |                  |                  |                  |                  |                  |
| 1994             | ポルテーニョ     |                  | プリメーラ       |                  |                  |                  |                  |                  |                  |                  |                  |
| ブラジル         | ブラジル         | ブラジル         | ブラジル         | リーグ戦         | リーグ戦         | ブラジル杯       | ブラジル杯       | オープン杯       | オープン杯       | 期間通算         | 期間通算         |
| 1995             | グレミオ         |                  | セリエA          | 9                | 1                |                  |                  |                  |                  |                  |                  |
| 1996             | グレミオ         |                  | セリエA          | 16               | 2                |                  |                  |                  |                  |                  |                  |
| 1997             | グレミオ         |                  | セリエA          | 16               | 2                |                  |                  |                  |                  |                  |                  |
| 1998             | パルメイラス     |                  | セリエA          | 24               | 5                |                  |                  |                  |                  |                  |                  |
| 1999             | パルメイラス     |                  | セリエA          | 10               | 0                |                  |                  |                  |                  |                  |                  |
| 2000             | パルメイラス     |                  | セリエA          | 17               | 4                |                  |                  |                  |                  |                  |                  |
| 2001             | パルメイラス     |                  | セリエA          | 21               | 6                |                  |                  |                  |                  |                  |                  |
| 2002             | パルメイラス     |                  | セリエA          | 21               | 9                |                  |                  |                  |                  |                  |                  |
| 日本             | 日本             | 日本             | 日本             | リーグ戦         | リーグ戦         | リーグ杯         | リーグ杯         | 天皇杯           | 天皇杯           | 期間通算         | 期間通算         |
| 2003             | G大阪            | 2                | J1               | 16               | 1                | 3                | 0                | 0                | 0                | 19               | 1                |
| パラグアイ       | パラグアイ       | パラグアイ       | パラグアイ       | リーグ戦         | リーグ戦         | リーグ杯         | リーグ杯         | オープン杯       | オープン杯       | 期間通算         | 期間通算         |
| 2004             | リベルタ         |                  | プリメーラ       | 6                | 0                |                  |                  |                  |                  |                  |                  |
| 2005             | リベルタ         |                  | プリメーラ       |                  |                  |                  |                  |                  |                  |                  |                  |
| 通算             | パラグアイ       | パラグアイ       | プリメーラ       |                  |                  |                  |                  |                  |                  |                  |                  |
| 通算             | ブラジル         | ブラジル         | セリエA          | 134              | 29               |                  |                  |                  |                  |                  |                  |
| 通算             | 日本             | 日本             | J1               | 16               | 1                | 3                | 0                | 0                | 0                | 19               | 1                |
| 総通算           |                  |                  |                  |                  |                  |                  |                  |                  |                  |                  |                  |

## 代表歴

### 出場大会
- U-23パラグアイ代表 1991-1992
  - 1992年 バルセロナオリンピック
- パラグアイ代表 1995-2002
  - 1995年 コパ・アメリカ
  - 1997年 コパ・アメリカ
  - 1998年 ワールドカップ・フランス大会
  - 1999年 コパ・アメリカ
  - 2002年 ワールドカップ・日韓大会

### 試合数
- 国際Aマッチ 60試合 5得点（1995年-2004年）[4]

| パラグアイ代表 | 国際Aマッチ | 国際Aマッチ |
| 年             | 出場        | 得点        |
| -------------- | ----------- | ----------- |
| 1995           | 5           | 0           |
| 1996           | 4           | 1           |
| 1997           | 12          | 0           |
| 1998           | 11          | 2           |
| 1999           | 5           | 0           |
| 2000           | 4           | 0           |
| 2001           | 6           | 1           |
| 2002           | 8           | 1           |
| 2003           | 4           | 0           |
| 2004           | 1           | 0           |
| 通算           | 60          | 5           |

## タイトル

### 選手時代
セロ・ポルテーニョ
- プリメーラ・ディビシオン:3回（1991、1992、1994）

グレミオFBPA
- コパ・リベルタドーレス:1回（1995）
- レコパ・スダメリカーナ：1回（1996）
- カンピオナート・ガウショ:2回（1995、1996）
- カンピオナート・ブラジレイロ・セリエA：1回（1996）
- コパ・ド・ブラジル：1回（1997）

SEパルメイラス
- コパ・ド・ブラジル：1回（1998）
- コパ・メルコスール:1回（1998）
- コパ・リベルタドーレス:1回（1999）
- コパ・ドス・カンピオンイス:1回（2000）
- リオ・サンパウロ大会:1回（2000）

個人
- 南米年間ベストイレブン : 1996, 1997, 1998, 1999, 2000, 2001, 2002

### 監督時代
ルビオ・ニュ
- セグンダ・ディビシオン:1回（2008）

セロ・ポルテーニョ
- プリメーラ・ディビシオン:1回（2013）

オリンピア
- プリメーラ・ディビシオン:1回（2015）